# Gewerkschaft Amélie
La Gewerkschaft Amélie (d'abord Société en participation pour la recherche de gisement de houille en Alsace puis Société Bonne-Espérance) est une compagnie minière créée par Amélie Zurcher, Joseph Vogt et d'autres investisseurs en 1904 pour rechercher le prolongement du bassin houiller sous-vosgien dans la région de Mulhouse ainsi que des traces de pétrole. Cette société découvre alors le bassin potassique d'Alsace. Elle poursuit les prospections jusqu’en 1910 et creuse le premier puits des mines de potasse d'Alsace.

## Contexte

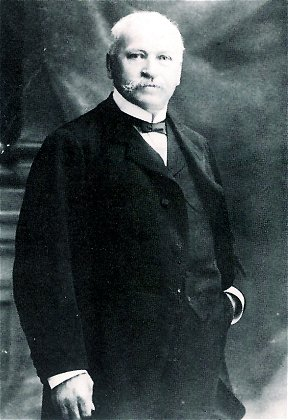
Joseph Vogt.

À la fin du XIXe siècle, alors sous l’Empire allemand, le district de Haute-Alsace (Haut-Rhin) est très industrialisé (coton, sidérurgie et construction mécanique), particulièrement la ville de Mulhouse. L'industrie de celle-ci consomme de grande quantité de charbon provenant essentiellement du bassin houiller de la Loire et de celui de Sarrebruck, mais aussi des proches houillères de Ronchamp ainsi que celle des houillères de Blanzy.
En décembre 1893, après avoir subi un été de sécheresse, Amélie Zurcher, propriétaire d'un domaine agricole dans l'Ochsenfeld, a (selon ses futures déclarations) une « vision lui révélant la présence d'une richesse extraordinaire dans le sous-sol de la propriété ». Dans les années qui suivent, elle cherche à réunir des entrepreneurs pour lancer la prospection du sous-sol. Mais dans un premier temps, elle n'y parvient pas. Plusieurs facteurs favorables vont pourtant converger vers la volonté d'Amélie Zurcher : les progrès techniques en matière de sondage et la proximité de la société de Joseph Vogt, l’émergence d'un groupe de géologues incluant Monsieur Vogt au sein de la société industrielle de Mulhouse et la recherche du plongement possible du bassin houiller sous-vosgien exploité de façon industrielle à Ronchamp,.

## Recherches
En 1900, Joseph Vogt et Jean-Baptiste Grisez réalisent plusieurs sondages en tant qu'associés dans la vallée de la Doller, non loin de ses usines de Niederbruck pour rechercher le prolongement des filons houillers Ronchampois situés à 25 km ainsi que des traces du pétrole découvertes dans le Sundgau. Ces travaux se soldent par un échec. A l'occasion du mariage de l'une de ses filles il rencontre Amélie Zurcher qui, à la suite de son « rêve d'un trésor dans le sous sol de son domaine », le pousse à relancer le projet, car intéressé par la recherche de charbon. La « Société en participation pour la recherche de gisement de houille en Alsace » est créée le 21 mai 1904 avec un capital de 100 000 Marks dont 50 % avancé par Joseph Vogt, et 12,5 % ajoutés par chacun des autres entrepreneures : Amélie et Albert Zurcher, Jean-Baptiste Grisez et le Docteur Emile Fischer,,. La société est rebaptisée « Bonne-Espérance » par la suite.

## Découverte de la potasse
Le 2 juin 1904, l'installation de la tour du sondage W1 commence à 50 km des mines de Ronchamp, à 305 mètres du clocher de Wittelsheim. La sonde coupe des couches de sel gemme, puis du sel orangé entre 629 et 649 mètres de profondeur, un échantillon de ce sel est analysée à Strasbourg, il s'agit de potasse contenant 25 % de chlorure de potassium. Le sondage est approfondit jusqu’à 1 129 mètres et recoupe plusieurs couches de sel gemme, mais sans découvrir d'autres traces de potasse,. Ce sondage ne rencontre aucune trace de houille et met fin aux recherches de ce combustible dans le secteur.

Tours de sondages Vogt :
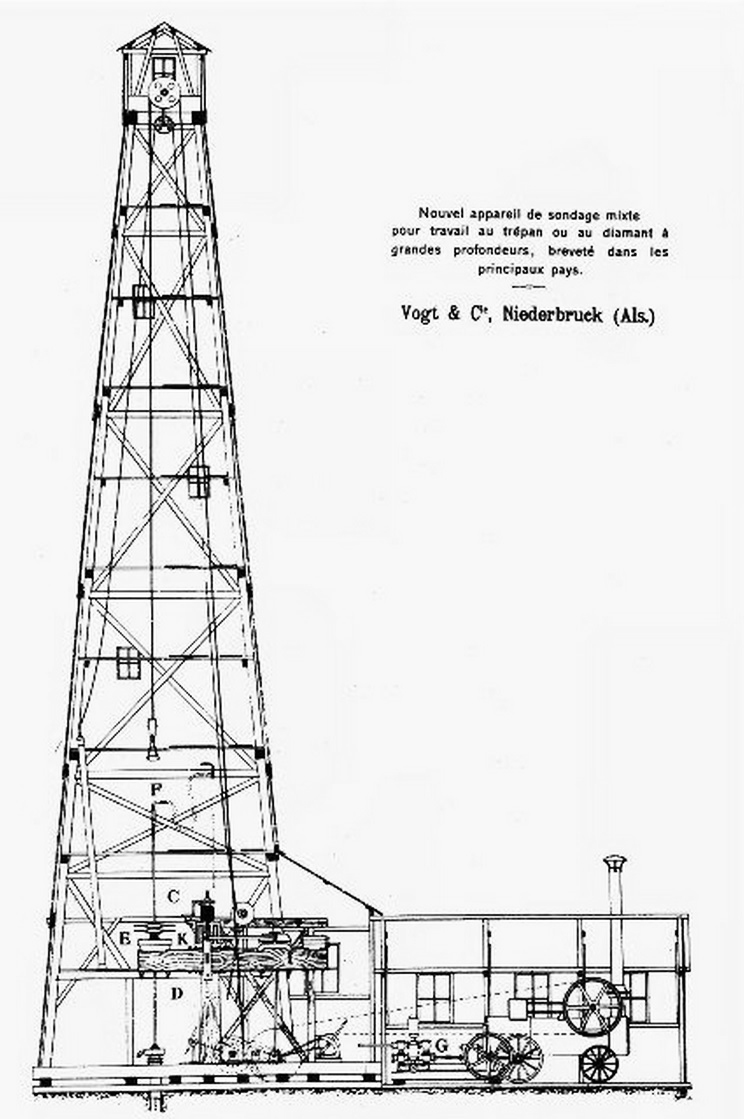
Vue en coupe.
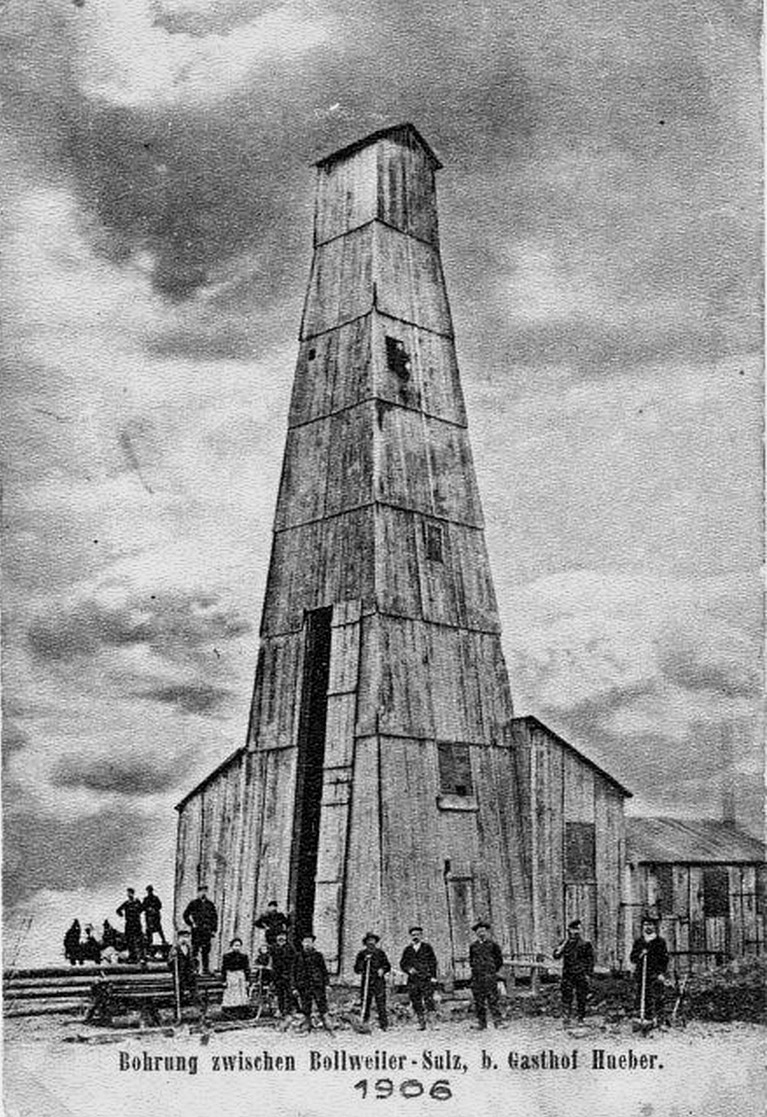
Bollwiller.
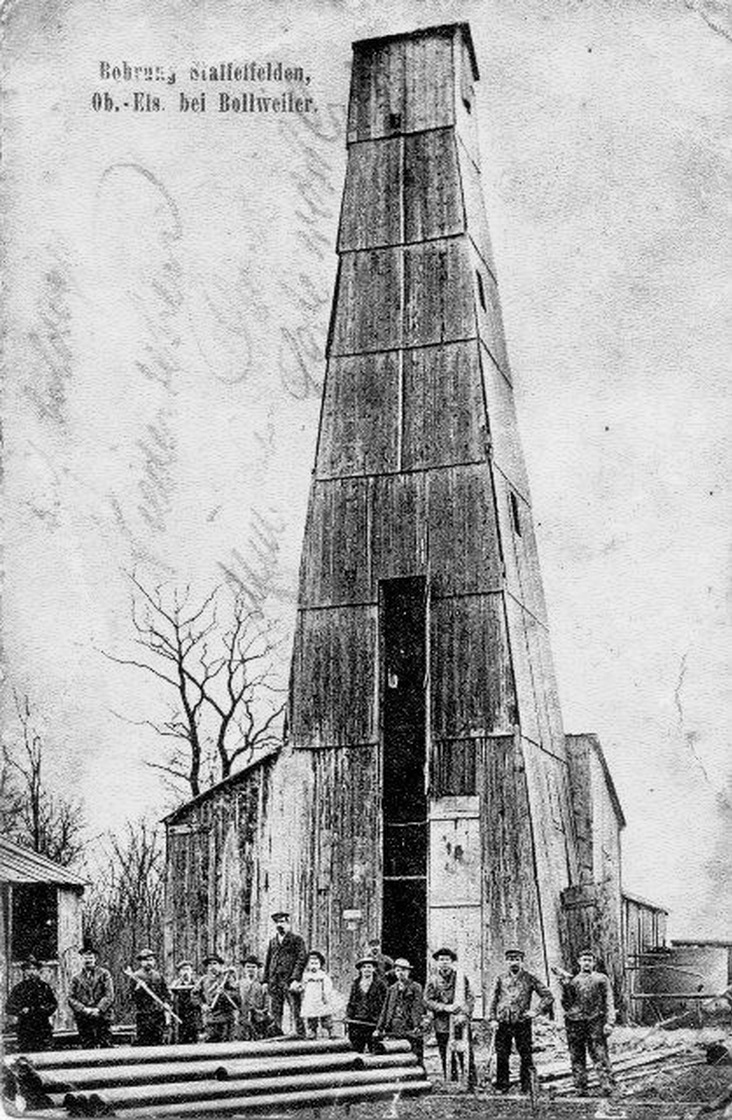
Staffelfelden.

Un sondage est réalisé en 1906 sur la même commune à l'emplacement du futur carreau Amélie. La société change de nom et devient la Gewerkschaft Amélie le 13 juin 1906. Le fonçage du puits Amélie I commence en mai 1908. En 1910, Joseph Vogt fonde la Société Kali Sainte-Thérèse avec des capitaux français pour lancer l'exploitation des vingt-huit concessions du bassin potassique obtenues grâce aux recherches par sondages.